# Matthias Meinhardt
Matthias Meinhardt (* 1969 in Braunschweig) ist ein deutscher Historiker.

## Leben
Matthias Meinhardt studierte von 1990 bis 1996 Geschichte, Sozial- und Wirtschaftswissenschaften, Philosophie und Pädagogik an der Universität Kiel. Nach dem Staatsexamen arbeitete er von 1996 bis 1999 für das Sächsische Landesamt für Archäologie mit Landesmuseum für Vorgeschichte Dresden, das Stadtarchiv Dresden und die Erste sächsische Landesausstellung im Kloster St. Marienstern. 1999 wechselte Meinhardt als wissenschaftlicher Mitarbeiter an das Institut für Geschichte der Universität Halle-Wittenberg. Dort wurde er 2004 bei Andreas Ranft zum Dr. phil. promoviert. Das Thema seiner Dissertation lautete Dresden im Wandel. Raum und Bevölkerung der Stadt im Residenzbildungsprozess des 15. und 16. Jahrhunderts.
Von 2009 bis 2013 war Meinhardt Koordinator des Forschungs- und Erschließungsprojektes Obrigkeitskritik und Fürstenberatung. Die Oberhofprediger im Fürstentum Braunschweig-Wolfenbüttel 1568–1714 an der Herzog August Bibliothek in Wolfenbüttel. Nach kurzer Zeit im gymnasialen Schuldienst erhielt er 2015 das JEV-Stipendium für europäische Verwaltungsgeschichte am Max-Planck-Institut für Rechtsgeschichte und Rechtstheorie in Frankfurt a. M. In den Jahren 2009 bis 2017 nahm er Lehraufträge am Institut für Geschichte der Martin-Luther-Universität Halle-Wittenberg wahr.
Anfang 2016 betraute man ihn mit Aufbau, Leitung und Geschäftsführung der Reformationsgeschichtlichen Forschungsbibliothek im Schloss Wittenberg, die 2018 aus den Bibliotheken des Evangelischen Predigerseminars und des Lutherhauses Wittenberg gebildet wurde. Er wurde 2018 Mitglied der Historischen Kommission für Sachsen-Anhalt, unter deren Dach er 2019 den Arbeitskreis Historische Bibliotheken in Sachsen-Anhalt begründete und als dessen Sprecher er seither tätig ist. Von 2018 bis 2023 war er Mitglied der Altbestandskommission des Verbandes kirchlich-wissenschaftlicher Bibliotheken (VkwB).
Am 1. Dezember 2023 wechselte Meinhardt nach Helmstedt. Dort übernahm er die Leitung des Zonengrenz-Museums, des Kreis- und Universitätsmuseums und der Ehemaligen Universitätsbibliothek Helmstedt.

## Forschungsschwerpunkte
Die Forschungsschwerpunkte Meinhardts lagen zunächst auf der sozial-, wirtschafts- und kulturgeschichte spätmittelalterlicher und frühneuzeitlicher Städte. Später wandte er sich der Geschichte europäischer Fürstenhöfe zu, wobei Rekrutierung, Karriereverläufe und politische Einflussmöglichkeiten von Hofgeistlichen besondere Aufmerksamkeit erfahren haben. Jüngere Forschungen widmen sich vor allem Themen der Reformations- und Konfessionsgeschichte, der Wissensgeschichte sowie der Kommunikations- und Mediengeschichte. Außerdem beschäftigt er sich mit vormodernen Kriegsunternehmern.

## Veröffentlichungen (Auswahl)
- (mit Andreas Ranft) (Hrsg.): Die Sozialstruktur und Sozialtopographie vorindustrieller Städte. Beiträge eines Workshops am Institut für Geschichte der Martin-Luther-Universität Halle-Wittenberg am 27. und 28. Januar 2000 (= Hallische Beiträge zur Geschichte des Mittelalters und der Frühen Neuzeit. 1), Berlin 2005.
- (mit Andreas Ranft und Stephan Selzer) (Hrsg.): Oldenbourg Geschichte Lehrbuch. Bd. 2: Mittelalter, München 2007 (1. Aufl.), München 2009 (2. Aufl.).
- Dresden im Wandel. Raum und Bevölkerung der Stadt im Residenzbildungsprozess des 15. und 16. Jahrhunderts (= Hallische Beiträge zur Geschichte des Mittelalters und der Frühen Neuzeit. 4), Berlin 2009.
- (mit Ulrike Gleixner, Martin H. Jung und Siegrid Westphal) (Hrsg.): Religion Macht Politik. Hofgeistlichkeit im Europa der Frühen Neuzeit (1500–1800) (= Wolfenbütteler Forschungen. 137), Wiesbaden 2014.
- (Hrsg.): Die Reformationsgeschichtliche Forschungsbibliothek Wittenberg. Eine Einladung, Halle (Saale) 2017.
- (mit Jan Brademann und Gerrit Deutschländer) (Hrsg.): Sammeln und Zerstreuen. Bedingungen historischer Überlieferung in Sachsen-Anhalt (= Quellen und Forschungen zur Geschichte Sachsen-Anhalts. 21), Halle (Saale) 2020.
- (mit Markus Meumann) (Hrsg.): Die Kapitalisierung des Krieges/The Capitalisation of War. Kriegsunternehmer im Spätmittelalter und in der Frühen Neuzeit/Military Entrepreneurs in the Late Middle Ages and the Early Modern Period (= Herrschaft und soziale Systeme in der Frühen Neuzeit. 13), Berlin u. a. 2021.
- (Hrsg.): Die Engel bedenken sich. Heidrun Feistner – Skulpturen, Lutherstadt Wittenberg 2023.
- (mit Klaus Krüger, Michael Ruprecht und Stephan Selzer) (Hrsg.): Lebensform Universität. Ehrengabe für Andreas Ranft, Berlin u. a. 2023.
- (mit Gerhard Fouquet, Sven Rabeler und Rainer Christoph Schwinges) (Hrsg.): Personen, Wissen, Karrieren. Bildung und Professionalisierung zwischen Stadt und Hof (1470–1540/50) (= Residenzenforschung. Neue Folge 9), Ostfildern 2024.
- (mit Peer Pasternack) (Hrsg.): Das Universitätssterben um 1800. Strukturelle Bedingungen und kontingente Faktoren (= Hochschul- und Wissenschaftsforschung Halle-Wittenberg), Berlin 2024.
- (mit Margit Scholz) (Hrsg.): Beiträge der Tagung „Privatbibliotheken in Sachsen-Anhalt 1450–1850. Überlieferung, soziale Praxis und Wissenshorizonte“ am 5. bis 7. Oktober 2023 in Dessau. In: Sachsen und Anhalt. Jahrbuch der Historischen Kommission für Sachsen-Anhalt 37 (2025), S. 41–212 u. Taf. I-IV.
- (mit Stefan Michel) (Hrsg.): Luthertum zwischen Tradition und Aufbruch. Biographische und werkhistorische Erkundungen zu Abraham Calov (1612–1686) (= Leucorea-Studien zur Geschichte der Reformation und der Lutherischen Orthodoxie. 44), Leipzig 2025.